# یواس‌اس باکلان (ای‌ام-۴۰)
یواس‌اس باکلان (ای‌ام-۴۰) (به انگلیسی: USS Cormorant (AM-40)) یک کشتی بود که طول آن ۱۸۷ فوت ۱۰ اینچ (۵۷٫۲۵ متر) بود. این کشتی در سال ۱۹۱۸ ساخته شد.